# حسن ابشیر فرح
حسن ابشیر فرح (سومالیایی: Xasan Abshir Faarax; زاده ۲۰ ژوئن ۱۹۴۵ – درگذشته ۱۲ ژوئیه ۲۰۲۰) سیاستمدار اهل سومالی بود. وی از ۱۲ نوامبر ۲۰۰۱ تا ۸ دسامبر ۲۰۰۳ نخست‌وزیر سومالی بود.
حسن ابشیر فرح در ۱۲ ژوئیه ۲۰۲۰، در سن ۷۵ سالگی در ترکیه درگذشت.